# باولو أغوستيني
باولو أغوستيني (بالإيطالية: Paolo Agostini)‏ (31 يناير 1976 روما إيطاليا - ) هو لاعب كرة قدم إيطالي، يلعب كلاعب وسط، لعب 165 مباراة وسجل 3 أهداف.

## مسيرته

### مسيرته مع الأندية
- 1994 - 1999 لعب مع نادي رافينا 24 مباراة.
- 1996 - 1997 لعب مع Forlì FC [الإنجليزية]‏ 33 مباراة سجل خلالها هدفين.
- 1999 - 1999 لعب مع نادي تشيزينا 7 مباريات.
- 2000 - 2002 لعب مع نادي أنكونا 31 مباراة.
- 2002 - 2002 لعب مع نادي أريتسو 10 مباريات.
- 2003 - 2003 لعب مع Giulianova Calcio [الإنجليزية]‏ 15 مباراة سجل خلالها هدف.
- 2003 - 2004 لعب مع L'Aquila 1927 [الإنجليزية]‏ 30 مباراة.
- 2005 - 2006 لعب مع نادي غروسيتو 15 مباراة.